# Cerro Grande, Hidalgo
Cerro Grande är en ort i Mexiko.   Den ligger i kommunen Pisaflores och delstaten Hidalgo, i den sydöstra delen av landet, 200 km norr om huvudstaden Mexico City. Cerro Grande ligger 1 010 meter över havet och antalet invånare är 223.
Terrängen runt Cerro Grande är bergig söderut, men norrut är den kuperad. Cerro Grande ligger uppe på en höjd. Runt Cerro Grande är det ganska tätbefolkat, med 90 invånare per kvadratkilometer. Närmaste större samhälle är Tamazunchale, 18,2 km öster om Cerro Grande. I omgivningarna runt Cerro Grande växer i huvudsak städsegrön lövskog.